# Feuchtgebiet (Gönningen)
Das Feuchtgebiet (Gönningen) ist ein flächenhaftes Naturdenkmal auf dem Gebiet des Reutlinger Stadtteils Gönningen im Landkreis Reutlingen in Baden-Württemberg.

## Kenndaten
Das Naturdenkmal wurde mit Verordnung vom 1. Juni 1999 unter dem Namen Feuchtgebiet (Gönningen) ausgewiesen.

## Lage und Beschreibung
Das Naturdenkmal ist eine Nasswiese und ein Röhricht und liegt südöstlich vom Reutlinger Stadtteil Bronnweiler.
Das Naturdenkmal überlagert sich mit dem Biotop Nasswiese Untere neue Wiese SE Bronnweiler mit der Biotopnummer 175204157540 sowie mit dem Biotop Schilf-Röhricht 'Untere Neue Wiesen' SO Bronnweiler mit der Biotopnummer 175204156597.

## Flora und Fauna
Laut Biotopkartierung kommen die folgenden Arten im Gebiet vor: 
Sumpfdotterblume, Braun-Segge, Hirse-Segge, Kohldistel, Herbstzeitlose, Sumpf-Schachtelhalm, Mädesüß, Wald-Storchschnabel, Bach-Nelkenwurz,
Glieder-Binse, Flatter-Binse, Blaugrüne Binse, Pfennigkraut, Sumpf-Vergissmeinnicht, Schilfrohr, Spitzwegerich, Scharfer Hahnenfuß,
Kriechender Hahnenfuß, Großer Wiesenknopf, Wald-Simse, Gewöhnlicher Teufelsabbiss, Wiesenklee, Kleiner Baldrian, Feldahorn, Echte Zaunwinde,
Blaugrüne Segge, Roter Hartriegel, Gemeine Hasel, Rasen-Schmiele, Zottiges Weidenröschen, Kleinblütiges Weidenröschen, Gemeine Esche,
Gewöhnlicher Gilbweiderich, Vogelkirsche, Zwetschge, Kratzbeere, Silber-Weide, Sal-Weide, Bruch-Weide, Korb-Weide,
Wald-Simse, Große Brennnessel, Echter Baldrian, Gewöhnlicher Schneeball.